# Tony Rebel
Pour les articles homonymes, voir Rebel.
Tony Rebel (né Patrick George Anthony Barrett, le 15 janvier 1962, à Manchester en Jamaïque), est un chanteur de reggae jamaïcain. 

## Biographie
Son premier succès est Casino, un single sorti en 1988. En 1994, il crée son label Flames. C'est grâce à ce dernier que Tony Rebel fait évoluer Queen Ifrica, fille de Derrick Morgan.

## Discographie

### Albums
- 1992 – Rebel With A Cause, Penthouse
- 1992 – Rebellious, Ras
- 1993 – Vibes Of The Time
- 1997 – If Jah, VP
- 1997 – Jah Is By My Side, VP
- 2001 – Realms of a Rebel, Ras
- 2004 – Connection, Next Music

### Compilations
- Collector's Series Vol. 1 – 1998, Penthouse
- Collector's Series Vol. 2 – 1999, Penthouse